# Erelim
Erelim (Hebreeuws: אֶרְאֶלִּים, ʾErʾellīm, enkelvoud: אֶרְאֵל, ʾErʾēl, "moedige") zijn in het jodendom een klasse van engelen.
Hun bestaan werd afgeleid uit Jesaja 33:7, een passage over de op handen zijnde invasie van Jeruzalem door Sanherib tijdens het bewind van koning Hizkia. In de Nieuwe Bijbelvertaling wordt de Hebreeuwse term weergegeven als Ariël (met in de voetnoot: "Betekenis onbekend"), in de Statenvertaling vertaald met "allersterksten". Er is mogelijk een relatie met de engel Ariël.
Hoewel aan de erelim talrijke functies worden toegeschreven in joodse en kabbalistische teksten en literatuur, lijken ze meestal te worden geassocieerd met momenten van overlijden en nationale rampen. Ze verschijnen in meerdere engelenhiërarchieën: als eerste rangschikking van de tien orden van engelen in de Berit Menuchah, als tweede in de Zohar, als derde in die van Maimonides en tiende in de Maseket Azilut. De erelim worden aangevoerd door de aartsengel Zaphkiël (in sommige tradities een troon).